# Phymatosorus parksii
Phymatosorus parksii är en stensöteväxtart som först beskrevs av Edwin Bingham Copeland och som fick sitt nu gällande namn av Garth Brownlie.
Phymatosorus parksii ingår i släktet Phymatosorus och familjen Polypodiaceae. Inga underarter finns listade i Catalogue of Life.